# Klára Tasovská

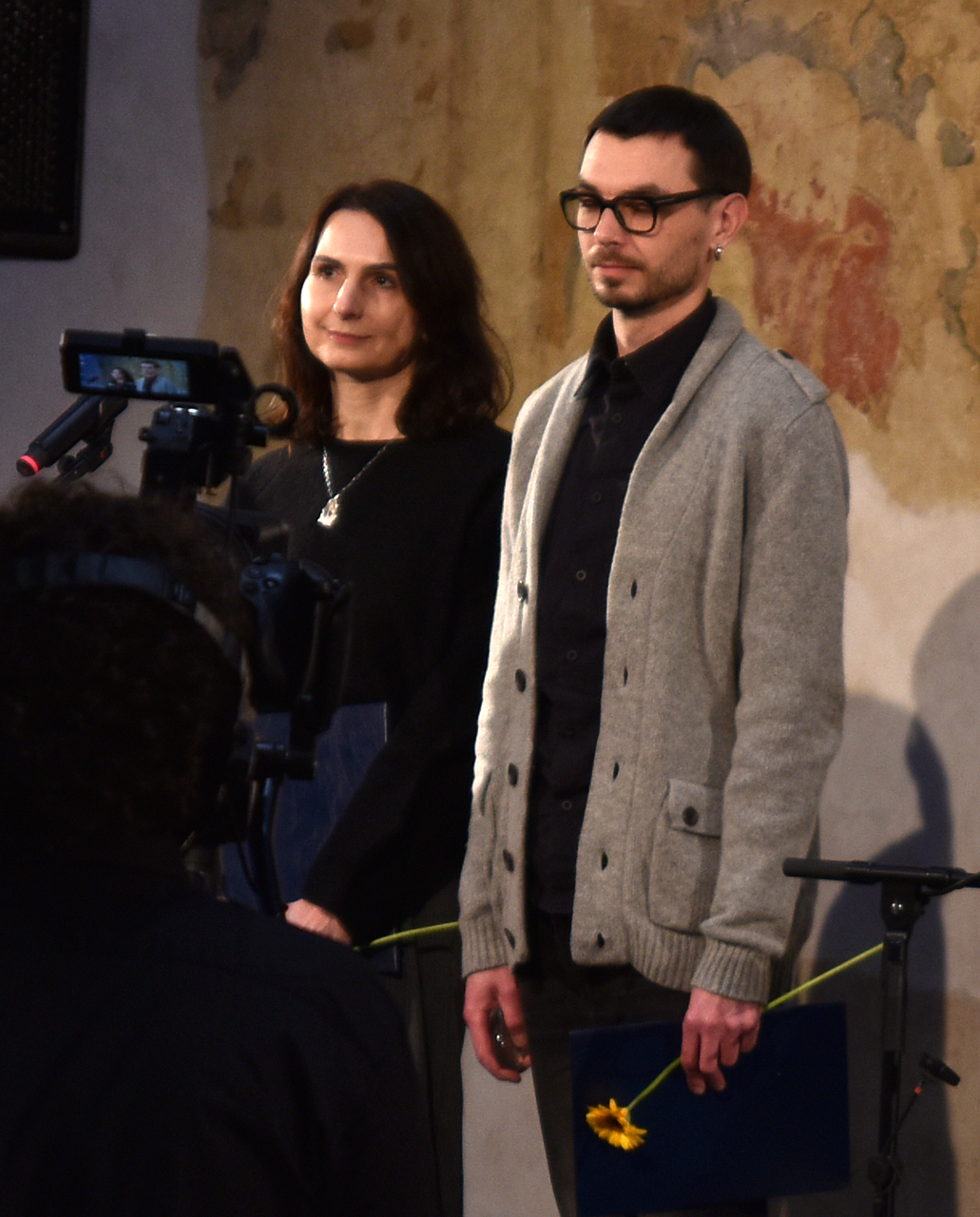
Klára Tasovská mit dem Filmeditor Alexander Kaschtschejew (2025)

Klára Tasovská (* 14. März 1980 in Třebíč) ist eine tschechische Filmregisseurin und Drehbuchautorin mit einem Schwerpunkt im Bereich des Dokumentarfilms.

## Leben und Werk
Klára Tasovská schloss ihr Studium an der Akademie der Bildenden Künste Prag mit den Schwerpunkten Kunst und neue Medien ab. Als Diplomarbeit reichte sie im Jahr 2007 den Film Rekonstrukce (dt.: Rekonstruktion) ein. Parallel, ab 2006, schloss sie ein Studium der Dokumentarfilmregie an der Film- und Fernsehfakultät der Akademie der Musischen Künste (FAMU) an.
Der ebenfalls 2007 erschienene Kurzfilm Vračka, die Abschlussarbeit ihres ersten Studienjahrs an der FAMU, war eine Reportage über die vietnamesische Fußballmannschaft Shaolin Soccer, die versucht, in der tschechischen Strahov-Liga weiterzukommen. Die Mannschaft schafft es bis ins Finale, doch eine Auseinandersetzung mit ihren tschechischen Kollegen durchkreuzt ihren Traum vom Sieg und freundschaftlichen Beziehungen innerhalb der Liga. Půlnoc (Midnight/Mitternacht) aus dem Jahr 2010, ein mittellanger dokumentarischer Essayfilm, befasste sich mit der starken Abhängigkeit des Menschen von der Elektrizität. Er enthält Interviews mit Energieexperten und Astronomen. Der Film gewann 2011 den Newcomer Award beim European Media Art Festival Osnabrück.
Tasovskás Langfilmdebüt war Pevnost (Fortress/Festung) im Jahr 2012, eine Zusammenarbeit mit dem Dokumentarfilmer Lukáš Kokeš. Gemeinsam reisten sie in die international nicht anerkannte Republik Transnistrien, die 1990 ihre Unabhängigkeit von der Republik Moldau erklärt hatte. Der Film begleitete das Leben verschiedener Personen während der Präsidentschaftswahlen in dem Land, das von einem totalitären Regime beherrscht wird. Tasovská und Kokeš landeten während der Dreharbeiten auf einer Polizeistation, wo die Beamten versuchten, ihnen die Verhältnisse in der Republik zu erklären. Der Film wurde 2012 als Bester tschechischer Dokumentarfilm beim Internationalen Dokumentarfilmfestival Jihlava ausgezeichnet. Anschließend wurde er 2012 im Wettbewerb des Internationalen Dokumentarfilmfestivals Kopenhagen gezeigt und 2013 für den LUX-Filmpreis des Europäischen Parlaments nominiert.
Mit Lukáš Kokeš arbeitete sie erneut zusammen am Dokumentarfilm Nic jako dřív (Nichts ist wie früher). Er hatte seine Uraufführung im Wettbewerb des Internationalen Dokumentarfilmfestivals Amsterdam 2017. Der Film folgt dem Leben von vier Schülerinnen und Schülern, die ihre Unsicherheiten beim Erwachsenwerden schildern und über ihre Zukunft in einer Kleinstadt im nördlichen Grenzland Tschechiens nachdenken. Der Film erinnert formal an einen Spielfilm, die Situationen entstanden jedoch dokumentarisch. Er gewann 2018 den Zlatého ledňáčka (Goldener Eisvogel) für den besten Dokumentarfilm beim Festival Finále Plzeň.
Der Film Poznámky z Eremocénu (Notes from Eremocene) in der Regie von Viera Čákanyová, zu dem Klára Tasovská das Drehbuch verfasste, war 2023 zu den 73. Internationalen Filmfestspielen Berlin in die Sektion Forum eingeladen. Mit Noch bin ich nicht, wer ich sein möchte (Ještě nejsem, kým chci být) war Tasovská im Jahr 2024 erneut zu Gast auf der Berlinale. Der Film, bei dem sie für die Regie und, zusammen mit Alexander Kashcheev, für das Buch verantwortlich zeichnete, feierte im Februar seine Weltpremiere in der Sektion Berlinale Panorama. Erneut arbeitete sie daran mit Lukáš Kokeš zusammen, der die Produktion übernahm. Der Dokumentarfilm zeigt Arbeit und Leben der tschechischen Fotografin Libuše Jarcovjáková anhand von Fotografien und Tagebucheinträgen Jarcovjákovás, die rhythmisch zur Musik arrangiert wurden.

## Filmografie (Auswahl)
- 2006: Baníček
- 2007: Rekonstrukce
- 2007: Vračka (Kurzfilm)
- 2007: Strom
- 2008: HaCan
- 2008: Memory recall
- 2010: Půlnoc (Midnight)
- 2011: Dokument 24: nevšední podoby české všednosti
- 2012: Pevnost (Fortress), Co-Regie: Lukáš Kokeš
- 2014: Gottland
- 2017: Nic jako dřív, Co-Regie: Lukáš Kokeš
- 2023: Poznámky z Eremocénu (Notes from Eremocene), Regie: Viera Čákanyová (Buch)
- 2024: Noch bin ich nicht, wer ich sein möchte (Ještě nejsem, kým chci být)

## Auszeichnungen
Půlnoc
- 2010: Jurypreis, Internationales Dokumentarfilmfestival Jihlava
- 2011: Lobende Erwähnung Goldener Schlüssel, Kasseler Dokumentarfilm- und Videofest

Pevnost
- 2012: Bester Tschechischer Dokumentarfilm, Internationales Dokumentarfilmfestival Jihlava

Nic jako dřív
- 2018: Zlatého ledňáčka (Goldener Eisvogel) für den besten Dokumentarfilm, Festival Finále Plzeň für Nic jako dřív (Nichts ist wie früher)